# St. Peter und Paul (Starrkirch-Wil)

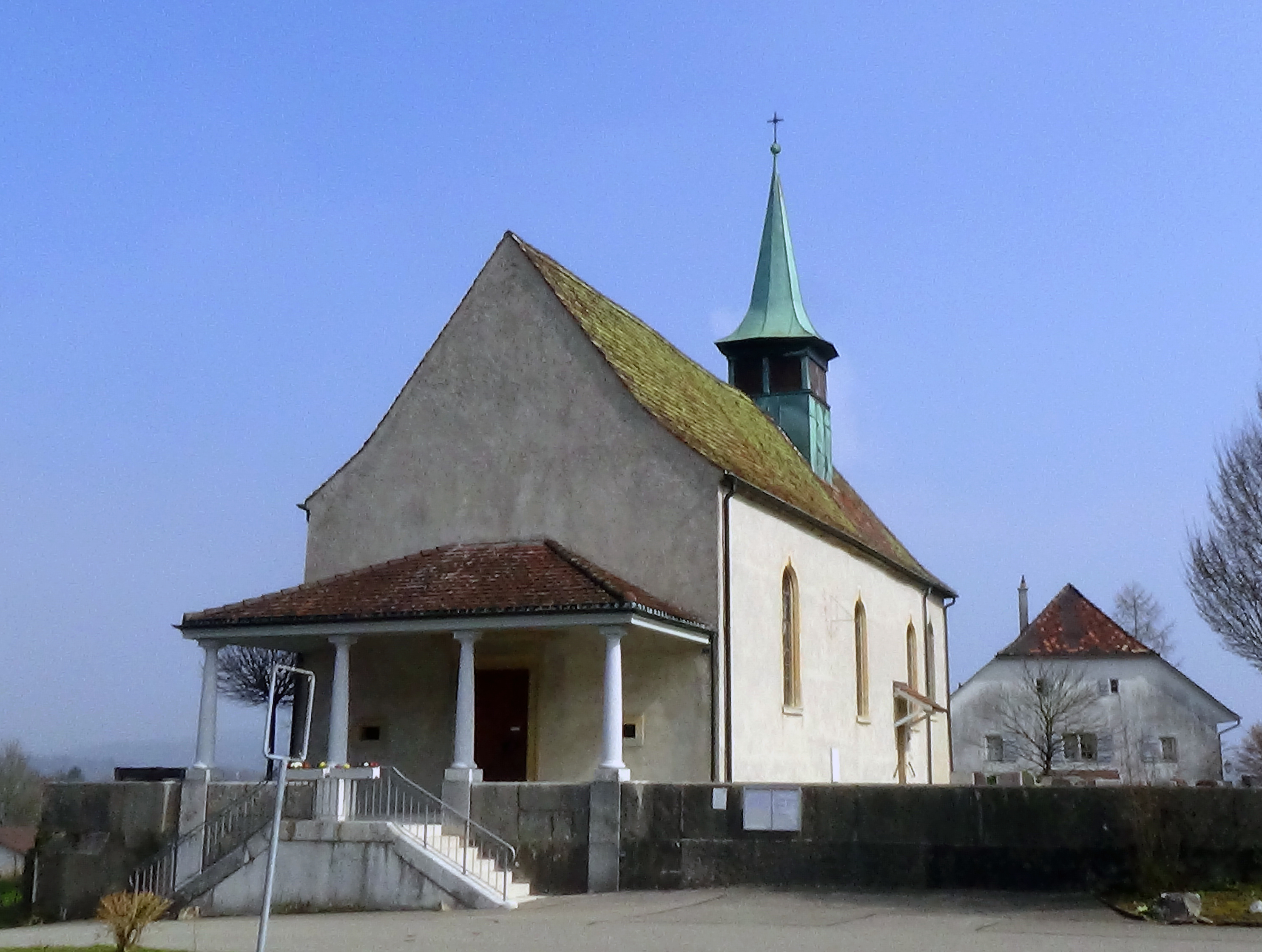
Die Dorfkirche

St. Peter und Paul in Starrkirch-Wil (SO) ist die älteste christkatholische Kirche der Schweiz und liegt in Starrkirch am Kirchrain.

## Geschichte
Im Jahre 1036 ist eine Kirche erstmals urkundlich erwähnt. Ihr Ursprung dürfte jedoch ins achte Jahrhundert zurückgehen. Auch im Dorfnamen ist die Kirche schon 1036 als Starrchenchilchun erwähnt, welche damals vom Stift zu Beromünster an das Kloster Schönenwerd verkauft wurde.

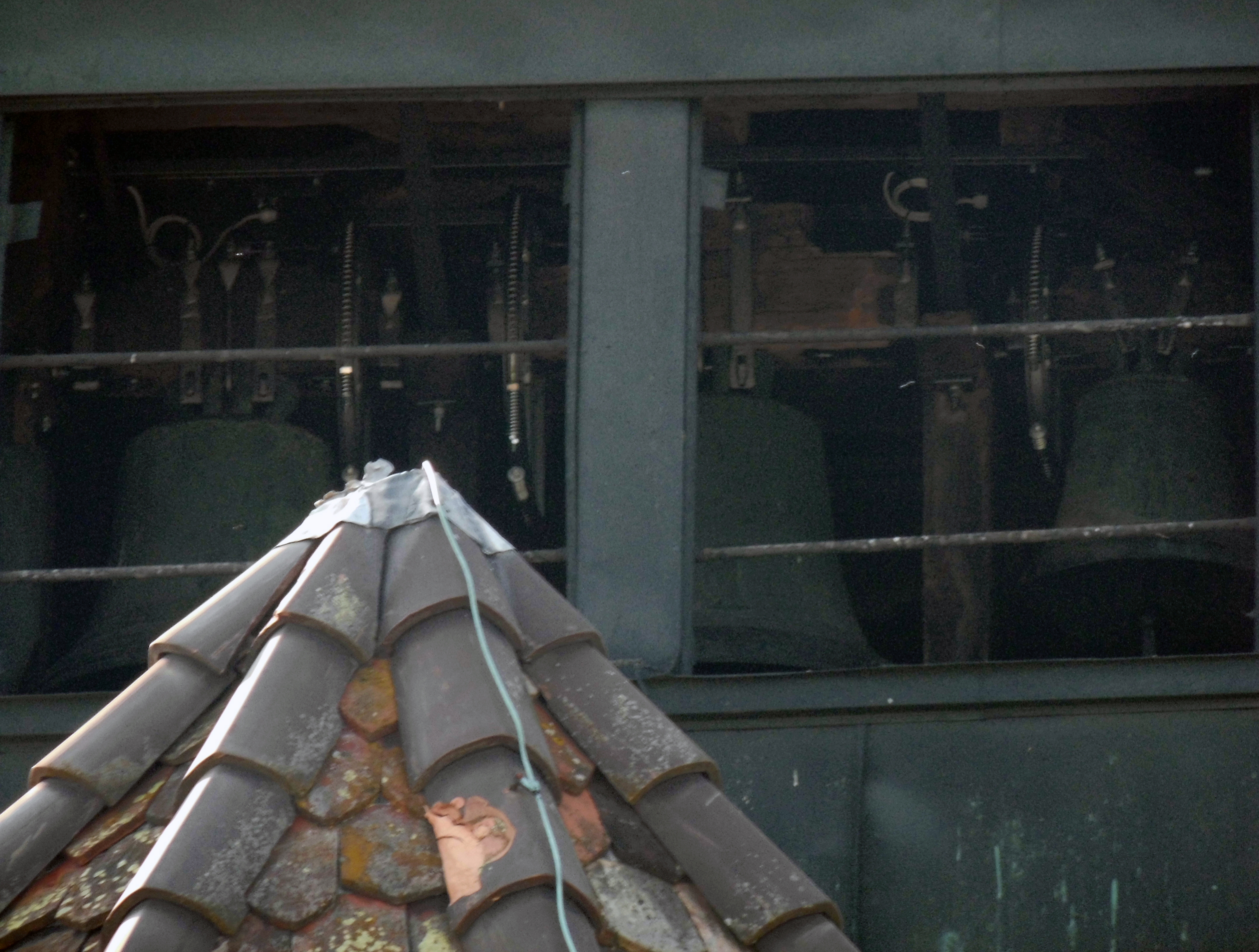
Die drei Glocken im Dachreiter

1671 wurde die Kirche in der jetzigen Form gebaut, 1679 folgte das dazugehörige Pfarrhaus, das in seiner damaligen Form auch heute noch erhalten ist. Nach einer Zerstörung durch eine Feuersbrunst wurde sie 1812 um einen Anbau verlängert und 1816 wieder ihrer Bestimmung übergeben.
Am Bettag 1870 unterliess Pfarrer Paulin Gschwind beim Verlesen des Hirtenbriefes in der Messe die Verkündigung des neu beschlossenen Dogmas der päpstlichen Unfehlbarkeit, das beim Ersten Vatikanischen Konzil beschlossen worden war. Dafür wurde er von Bischof Eugène Lachat zur Verantwortung gezogen und exkommuniziert. Die Kirchgemeinde lehnte als Reaktion darauf das neue Dogma mit 238:2 Stimmen ebenfalls ab.
1872 wurde die Kirche der Funktion als gemeinsame Dorfkirche aller Katholiken von Starrkirch, Wil und Dulliken enthoben. Nach der Glaubensspaltung fungierte sie als Gotteshaus der christkatholischen Kirchgemeinde.
1967 wurde die Kirche vollständig renoviert. 1977 entstand mit dem kleinen Kirchgemeindesaal ein Zentrum für unterschiedliche Gemeindeaktivitäten. 1989 wurde die vollständige Innenrenovation des Pfarrhauses durchgeführt, bei der das Gebäude teilweise unterkellert wurde. 1995 wurden in der Kirche Farbglasfenster eingesetzt, gestaltet von Sr. M. Raphaela Bürgi und gefertigt vom Glasatelier Engeler in Andwil. 2008 wurde erneut eine Innenrenovation durchgeführt und die letzte Renovation wurde in den 2020er Jahren durchgeführt, welche einige Veränderungen mit sich brachte.
Seit Ende 2018 wird die Kirche nicht mehr von der christkatholischen Kirchgemeinde genutzt. Sie ging inzwischen in den Besitz der politischen Gemeinde Starrkirch-Wil über. Es wurde ein neuer Dorfverein gegründet. Dieser hat aus dem Gebäude eine „Kulturkirche“ gemacht. Dabei wurden unter anderem die Bänke entfernt und neue Stühle für eine individuellere Raumnutzung angeschafft. Die Kirchenbänke wurden an die Bevölkerung verschenkt. Es sollen künftig unter anderem Theateraufführungen, Lesungen oder Bilderausstellungen stattfinden können. Obwohl die Kirche nicht mehr den Christkatholiken gehört, ist sie jedoch nicht offiziell entweiht. Hochzeiten und Beerdigungen sollen auch zukünftig möglich sein, wie auch weltliche Veranstaltungen. In dem historischen Gebäude entfaltet der Verein „KulturKirche 4656“ nun ein breit gefächertes kulturelles Programm für die Gemeinde und die Region.

## Orgel
Schon gegen Ende des 18. Jahrhunderts soll es eine kleine Orgel gegeben haben. Nachweisbar ist eine Orgel ab 1816. Die derzeit vorhandene Orgel ist ein Werk der Genossenschaft Hobel aus dem Jahr 1957, die als elektrische Kastenladenorgel mit freistehenden Spieltisch errichtet wurde. Sie wurde in den Jahren 1967 von Orgelbau Pürro und 1998 von Orgelbau Fleig technisch erneuert und um eine Zungenstimme erweitert.

## Glocken
Die drei Glocken der Kirche erklingen in den Tönen h1, dis2, und g2. Es handelt sich um einen übermäßigen Dreiklang. Der Giesser sowie das Gussjahr der Glocken sind unbekannt.